# Radisson 200 2000
Radisson 200 2000 var ett race som var den sjätte deltävlingen i Indy Racing League 2000. Racet kördes den 18 juni på Pikes Peak International Raceway. Eddie Cheever gick upp i mästerskapsledning, efter att ha tagit sin första seger för säsongen. Airton Daré blev tvåa, med Scott Sharp på tredje plats.

## Slutresultat
| Plats | Förare           | Team                     | Grid |
| ----- | ---------------- | ------------------------ | ---- |
| 1     | Eddie Cheever    | Cheever Racing           | 10   |
| 2     | Airton Daré      | TeamXtreme               | 16   |
| 3     | Scott Sharp      | Kelley Racing            | 4    |
| 4     | Mark Dismore     | Kelley Racing            | 3    |
| 5     | Donnie Beechler  | Cahill Racing            | 15   |
| 6     | Eliseo Salazar   | A.J. Foyt Enterprises    | 6    |
| 7     | Jeret Schroeder  | Tri-Star Motorsports     | 6    |
| 8     | Stéphan Grégoire | Dick Simon Racing        | 7    |
| 9     | Jaques Lazier    | Truscelli Racing         | 24   |
| 10    | Al Unser Jr.     | Galles Racing            | 18   |
| 11    | Tyce Carlson     | Hubbard-Immke Racing     | 20   |
| 12    | Buzz Calkins     | Bradley Motorsports      | 14   |
| 13    | Robby McGehee    | Treadway Racing          | 12   |
| 14    | Davey Hamilton   | TeamXtreme               | 8    |
| 15    | Jeff Ward        | A.J. Foyt Enterprises    | 9    |
| 16    | Scott Goodyear   | Panther Racing           | 11   |
| 17    | Shigeaki Hattori | Treadway Racing          | 15   |
| 18    | Billy Boat       | Team Pelfrey             | 21   |
| 19    | Sam Hornish Jr.  | PDM Racing               | 19   |
| 20    | Greg Ray         | Team Menard              | 1    |
| 21    | Robby Unser      | McCormack Motorsports    | 26   |
| 22    | Doug Didero      | Mid-America Motorsports  | 25   |
| 23    | Robbie Buhl      | Dreyer & Reinbold Racing | 2    |
| 24    | Jimmy Kite       | Blueprint Racing         | 23   |
| 25    | Sarah Fisher     | Walker Racing            | 22   |
| 26    | Buddy Lazier     | Hemelgarn Racing         | 13   |